# Ljungskile Segelsällskap
Ljungskile segelsällskap, LjSS, är en segelsällskap som bildades 1962. 
Ljungskile Segelsällskap ingår i Västkustens Seglarförbund och har c:a 370 medlemmar.
Klubben driver verksamhet i 8 olika sektioner: Utbildnings-, Klubbmästeri-, Slip och Materiel-, Truck-, Bredd-, Klubbhus-, Tävlings- samt Jollesektionen. 
De olika sektionerna håller bl.a. i seglarskolan, samt arrangerar kurser, tävlingar, eskaderseglingar och fester. 2019 arrangerade Ljungskile SS den första miljömärkta regattan i Sverige, VM i ungdomsjollen RS Tera.
Ljungskile SS ombesörjer båtuppläggning och har nyttiga faciliteter som står medlemmarna till buds. 
Klubbtidningen LjSS-bladet ges ut 1 gång per år med artiklar och information om klubbarbetet.
Klubben har genom åren haft stora framgångar internationellt med ett antal framträdanden på olika VM och EM. Klubben har också tagit några SM-guld, främst i lagsegling och RS Aero.
Sedan 2021 har klubben deltagit i Allsvenskan Segling. Målsättningen är att bli en stabil klubb i Allsvenskan och utveckla sprintseglingen i klubben. Allt för att uppnå visionen som klubben har - ”Fler segel på viken”. Klubbens har lyckats ta två pallplatser på deltävlingar i Allsvenskan Segling sedan 2021. 2022 vann även Ljungskile SS Women on water där de representerades av Thea Enander, Hanna Wallström, Tova Källerfelt, Stina Palm och Lydia Spencer Smith. 2019 kvalade Ljungskile seglaren Hanna Wallström in klubben för första gången till sprinttävlingen Seglingens Mästare, en tävling där alla SM vinnare tävlar mot varandra. Tillsammans med sitt lag representerade Hanna Wallström klassen RS Tera där de tog sig till final och slutade 6:a av totalt 42 deltagande besättningar.